# Zgierz
Zgierz är en stad i mellersta Polen, belägen 125 kilometer sydväst om Warszawa, belägen 5 kilometer sydväst om Łódź. Med sina 58 164 invånare (2007).
Författaren David Frischmann föddes i Zgierz 1859.

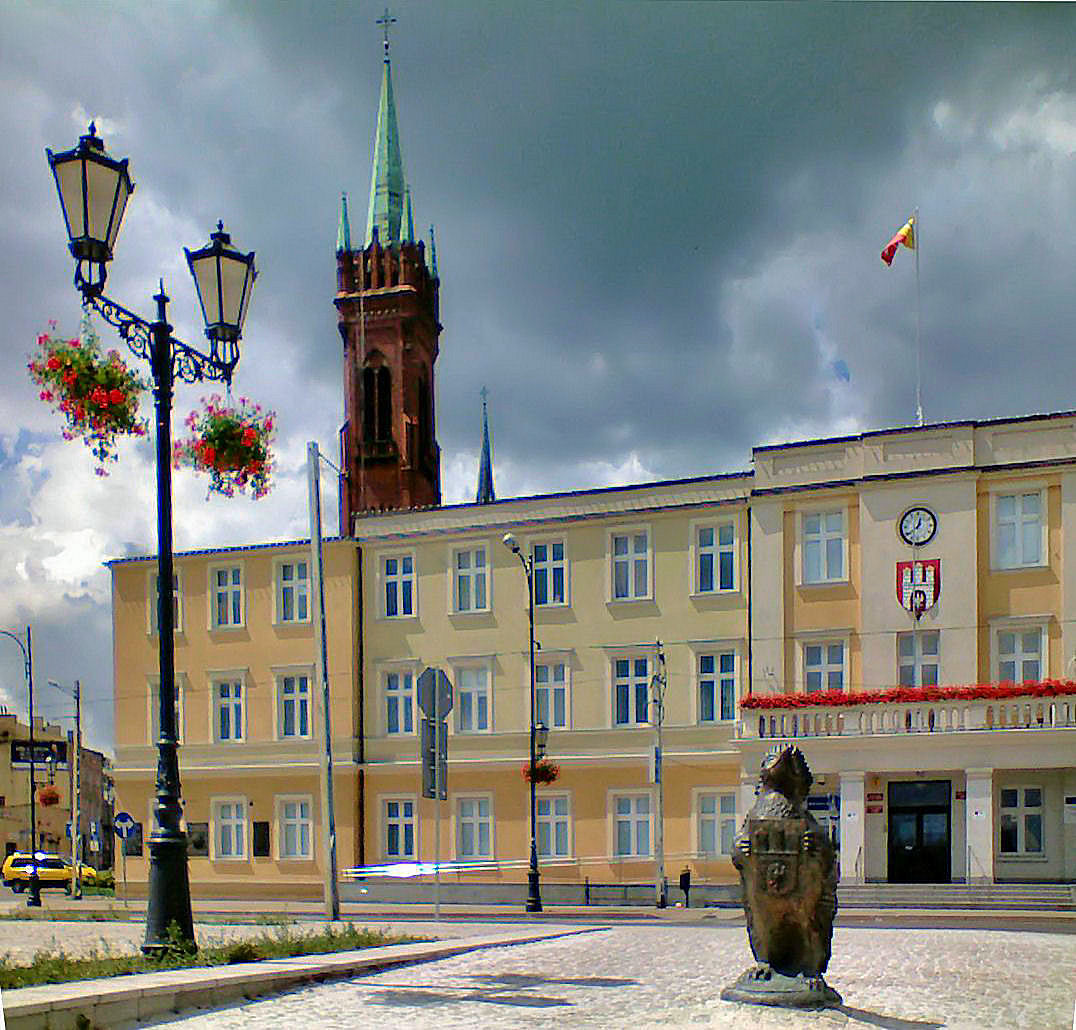
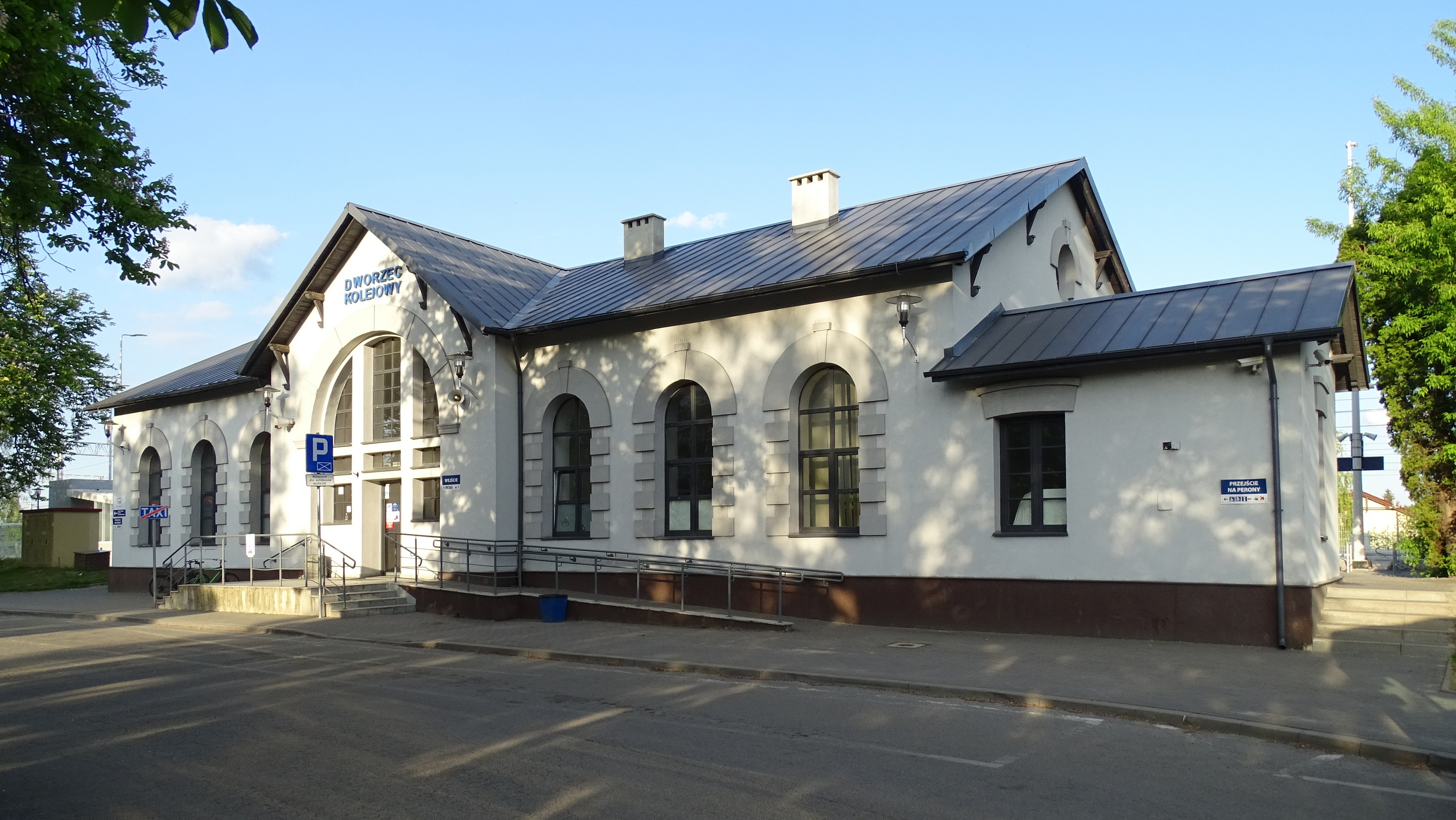
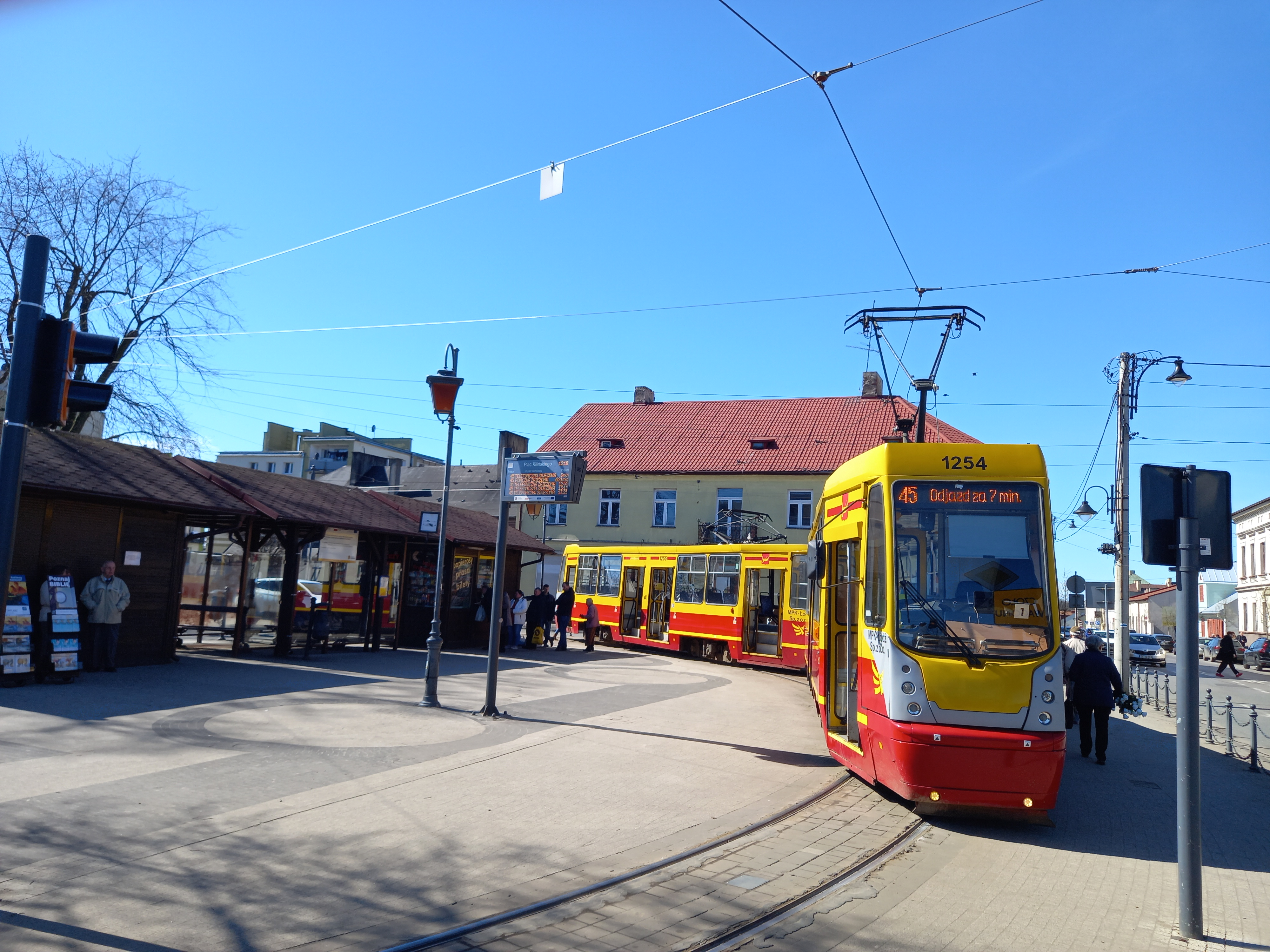